# Buenavista, Kastilien och Leon
Buenavista är en kommunhuvudort i Spanien.   Den ligger i provinsen Provincia de Salamanca och regionen Kastilien och Leon, i den centrala delen av landet, 170 km väster om huvudstaden Madrid. Buenavista ligger 944 meter över havet och antalet invånare är 157.
Terrängen runt Buenavista är lite kuperad. Runt Buenavista är det glesbefolkat, med 16 invånare per kvadratkilometer. Närmaste större samhälle är Terradillos, 9,8 km nordost om Buenavista. Trakten runt Buenavista består till största delen av jordbruksmark.